# تام مور (هنرپیشه)

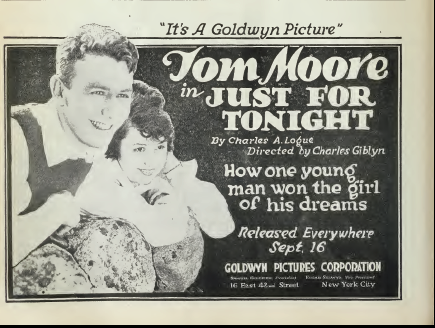

تام مور (انگلیسی: Tom Moore؛ ۱ مهٔ ۱۸۸۳ – ۱۲ فوریهٔ ۱۹۵۵) یک کارگردان، و هنرپیشه اهل ایرلند بود. وی بین سال‌های ۱۹۰۸ تا ۱۹۵۴ میلادی فعالیت می‌کرد.
از فیلم‌های او می‌توان به ماجرا و شبی در رم اشاره نمود.